# Colin Shields
Colin Shields (* 27. Januar 1980 in Glasgow, Schottland) ist ein britischer Eishockeyspieler, der seit 2012 erneut bei den Belfast Giants in der Elite Ice Hockey League unter Vertrag steht. Sein Cousin Stephen Murphy ist auch professioneller Eishockeyspieler. Sein Vater Martin Shields war ebenfalls britischer Nationalspieler.

## Karriere
Colin Shields begann seine Karriere als Eishockeyspieler bei den Paisley Pirates, für deren Profimannschaft er bereits als 15-Jähriger in der Saison 1994/95 in vier Spielen in der British Hockey League aktiv war. Von 1998 bis 2000 spielte er für die Cleveland Barons in der US-amerikanischen Juniorenliga North American Hockey League. Dort wurde der Center in seinem zweiten Jahr zum Topscorer und besten Torschützen der Liga, woraufhin er im NHL Entry Draft 2000 in der sechsten Runde als insgesamt 195. Spieler von den Philadelphia Flyers ausgewählt wurde, für die er allerdings nie spielte. Stattdessen besuchte er von 2000 bis 2004 die University of Maine, für deren Eishockeymannschaft er parallel in der Hockey East spielte und mit der er 2004 die Meisterschaft der Hockey East gewann. Zudem erhielt er in diesem Zeitraum zahlreiche individuelle Auszeichnungen. 
In der Saison 2004/05 spielte Shields für die San Diego Gulls, Atlantic City Boardwalk Bullies und Greenville Grrrowl in der ECHL. Die folgende Spielzeit verbrachte er in seiner britischen Heimat bei den Belfast Giants aus der Elite Ice Hockey League. Mit der Mannschaft gewann er auf Anhieb die EIHL-Meisterschaft. Anschließend kehrte er nach Nordamerika zurück, wo er in der Saison 2006/07 für die Fresno Falcons und Idaho Steelheads aus der ECHL auf dem Eis stand. Nach einem Jahr bei den Newcastle Vipers aus der EIHL, spielte der Brite von 2008 bis 2011 erneut für die Belfast Giants. Mit seiner Mannschaft gewann er 2010 die Playoff-Meisterschaft der EIHL. Er selbst hatte maßgeblichen Anteil an diesem Erfolg und wurde zum Spieler des Jahres der Liga sowie in deren erstes All-Star Team gewählt. Am 2. Oktober 2010 gehörte er zu einer Auswahl der besten EIHL-Spieler, die in einem Testspiel gegen die Boston Bruins aus der National Hockey League antraten. 
Die Saison 2011/12 verbrachte Shields beim HC Morzine-Avoriaz in der französischen Ligue Magnus. Anschließend unterschrieb er einen Vertrag bei den Sheffield Steelers aus der EIHL, wechselte jedoch bereits während der laufenden Spielzeit zu den Belfast Giants zurück, mit denen er 2014 erneut die Elite Ice Hockey League gewann. 2017 wurde er zum besten britischen Spieler in der EIHL gewählt. 2018 gewann er mit den Giants den EIHL-Cup und war bester britischer Torschütze der Liga.

### International
Für Großbritannien nahm Shields im Juniorenbereich an den U20-Junioren-C-Weltmeisterschaften 1997, 1998 und 2000 teil. 
Im Seniorenbereich stand er im Aufgebot seines Landes bei den Weltmeisterschaften der Division I 2001, 2002, 2003, 2004, 2005, 2006, 2009, 2010, 2011, 2012, 2013, 2014, 2015, 2016, 2017, als er zum besten Stürmer des Turniers gewählt wurde und gemeinsam mit seinen Landsleuten Robert Dowd und Evan Mosey sowie dem Kroaten Borna Rendulić zweitbester Scorer hinter dem Japaner Daisuke Obara und gemeinsam mit Dowd auch zweitbester Torschütze hinter Obara war, womit er maßgeblich zum Wiederaufstieg in die A-Gruppe der Division I beitrug, und 2018, als den Briten erstmals nach dem Abstieg 1994 wieder die Rückkehr in die höchste Spielklasse im Welteishockey glang. Dabei war er 2012 mit drei Toren und vier Vorlagen drittbester Scorer nach seinem Landsmann Robert Dowd und dem Österreicher Manuel Latusa und 2014 mit fünf Toren Torschützenkönig. Zudem nahm Shields für Großbritannien an den Olympiaqualifikationen für die Spiele in Vancouver 2010, in Sotschi 2014 und in Pyeongchang 2018 teil.

## Erfolge und Auszeichnungen
| - 2000 Bester Torschütze der NAHL - 2000 Topscorer der NAHL - 2002 Hockey East All-Rookie-Team - 2004 Lamoriello-Trophy-Gewinn mit der University of Maine - 2004 Hockey East All-Tournament-Team - 2004 Hockey East Second All-Star-Team - 2004 NCAA East Second All-American-Team - 2006 Meister der Elite Ice Hockey League mit den Belfast Giants | - 2010 EIHL First All-Star-Team - 2010 Spieler des Jahres der EIHL - 2010 EIHL Playoff-Meister mit den Belfast Giants - 2014 Meister der Elite Ice Hockey League mit den Belfast Giants - 2017 Bester britischer Spieler in der EIHL - 2018 Gewinn des EIHL-Cups mit den Belfast Giants - 2018 Bester britischer Torschütze der EIHL. |

### International
- 2014 Bester Torschütze der Weltmeisterschaft der Division I, Gruppe B
- 2017 Aufstieg in die Division I, Gruppe A bei der Weltmeisterschaft der Division I, Gruppe B
- 2017 Bester Stürmer der Weltmeisterschaft der Division I, Gruppe B
- 2018 Aufstieg in die Top-Division bei der Weltmeisterschaft der Division I, Gruppe A

## Statistik
(Stand: Ende der Saison 2017/18)